# Borki (powiat giżycki)
Borki (niem. Borken) – osada w Polsce położona w województwie warmińsko-mazurskim, w powiecie giżyckim, w gminie Miłki. W latach 1975–1998 miejscowość administracyjnie należała do województwa suwalskiego.
Leży nad jeziorem Żywy.

## Historia
Początki osady sięgają roku 1566. W zamian za ostrów położony między jeziorami Górkło i Jagodne, przekazany Jerzemu von Krösten, dwaj mieszkańcy Górkła – Jan i Marcin otrzymali osiem łanów (ok. 143 ha) ziemi na prawie magdeburskim. Obszar ten był w ówczesnym czasie zalesiony. W miejscu wykarczowanego lasu powstały Borki.
W okolicy Borek w drugiej połowie listopada i na początku grudnia 1914 roku, toczyły się ciężkie walki pomiędzy wojskami rosyjskimi i niemieckimi po zdobyciu przez Rosjan niemieckich pozycji pod Okartowem i Cierzpiętami.
W 1932 roku majątek Borki dzierżawił Rudolf Göldel. Majątek ziemski liczył wtedy 787 hektarów, w tym 585 ha pola nadającego się do uprawy, 112 ha łąk, 50 ha pastwisk, 50 ha lasu do wyrębu, 25 ha odłogów, 5 ha jezior oraz 60 koni, 140 szt. bydła i 200 świń.
We wsi znajduje się klasycystyczny, parterowy dwór z końca XVIII w. nakryty dachem naczółkowym